# Itame sordida
Itame sordida är en fjärilsart som beskrevs av Butler 1881. Itame sordida ingår i släktet Itame och familjen mätare. Inga underarter finns listade i Catalogue of Life.